# Victory Road (TNA)
Victory Road è stato uno degli eventi in pay per view organizzati dalla Total Nonstop Action e fu il primo show di tre ore in pay-per-view a cadenza mensile della TNA mentre fino al 2004 i pay per view della federazione erano settimanali della durata di 2 ore. 

L'evento del 2004 fu realizzato nel mese di novembre mentre dal 2006 al 2010 furono realizzati nel mese di luglio e gli ultimi PPV (2011 e 2012) furono invece realizzati a marzo. 

Dal 2014 furono inseriti nella serie One Night Only e trasmessi con cadenze mensili diverse oppure trasmessi come puntata speciale di Impact.

## Edizioni Live
| # | Evento              | Data           | Città            | Sede                  | Main Event |
| - | ------------------- | -------------- | ---------------- | --------------------- | --- |
| 1 | Victory Road (2004) | novembre 2004  | Orlando, Florida | iMPACT! Zone          | Jeff Jarrett (c) vs. Jeff Hardy in un ladder match per il titolo NWA World Heavyweight Championship |
| 2 | Victory Road (2006) | 19 luglio 2006 | Orlando, Florida | iMPACT! Zone          | Christian Cage vs. Samoa Joe vs. Scott Steiner vs. Sting in un fatal four-way match per diventare il Number One Contender il titolo NWA World Heavyweight Championship                                     |
| 3 | Victory Road (2007) | 15 luglio 2007 | Orlando, Florida | iMPACT! Zone          | TNA World Heavyweight Championship Kurt Angle e TNA X Division Championship Samoa Joe vs. TNA World Tag Team Championship Team 3D (Brother Devon e Brother Ray) in un tag team match Title vs. title match |
| 4 | Victory Road (2008) | 13 luglio 2008 | Houston, Texas   | Reliant Arena         | Samoa Joe (c) vs. Booker T per il titolo TNA World Heavyweight Championship |
| 5 | Victory Road (2009) | 10 luglio 2009 | Orlando, Florida | iMPACT! Zone          | Kurt Angle (c) vs. Mick Foley per il titolo TNA World Heavyweight Championship |
| 6 | Victory Road (2010) | 11 luglio 2010 | Orlando, Florida | iMPACT! Zone          | Rob Van Dam (c) vs. Abyss vs. Jeff Hardy vs. Mr. Anderson in un fatal four-way match per il titolo TNA World Heavyweight Championship                                                                      |
| 7 | Victory Road (2011) | 13 marzo 2011  | Orlando, Florida | Impact Wrestling Zone | Sting (c) vs. Jeff Hardy per il titolo TNA World Heavyweight Championship |
| 8 | Victory Road (2012) | 18 marzo 2012  | Orlando, Florida | Impact Wrestling Zone | Bobby Roode vs. Sting in un No Holds Barred match |
|   |                     |                |                  |                       | Note riassuntive di tutte le edizioni (c) = campione in carica al momento dell'inizio del match |

## Edizioni successive
| # | Evento                                          | Data                                                        | Città            | Sede                  | Main Event |
| - | ----------------------------------------------- | ----------------------------------------------------------- | ---------------- | --------------------- | --- |
| 1 | One Night Only: Victory Road (2014)             | Registrato il 10 maggio 2014 Trasmesso il 5 dicembre 2014   | Orlando, Florida | Impact Wrestling Zone | 12-man Battle royal Gauntlet match: Gunner, James Storm, Kazarian, Eddie Edwards, Samuel Shaw, Ethan Carter III, Abyss, Lashley, Austin Aries, Bram, Jessie Godderz e Robbie E |
| 2 | One Night Only: Victory Road (2016)             | Registrato il 17 maggio 2016 Trasmesso il 20 maggio 2016    | Orlando, Florida | Impact Wrestling Zone | Ethan Carter III vs. Eli Drake |
| 3 | One Night Only: Victory Road (aprile 2017)      | Registrato il 3 marzo 2017 Trasmesso il 14 aprile 2017      | Orlando, Florida | Impact Wrestling Zone | Leva Bates, Alisha Edwards, Santana Garrett e ODB vs. Laurel Van Ness, Rosemary, Angelina Love e Diamanté                                                                      |
| 4 | Impact Wrestling: Victory Road (settembre 2017) | Registrato il 20 agosto 2017 Trasmesso il 28 settembre 2017 | Orlando, Florida | Impact Wrestling Zone | Eli Drake (c) vs. Johnny Impact |
|   |                                                 |                                                             |                  |                       | Note riassuntive di tutte le edizioni (c) = campione in carica al momento dell'inizio del match                                                                                |